# Macaca munzala
Macaca munzala je dokaj velika opica z relativno kratkim repom, ki spada v rod makakov.
Znanstveno ime Munzala pomeni opica globokega gozda, tako so jo poimenovali pripadniki indijskega plemena Dirang Monpa. Vrsta je bila znanstvenikom neznana do leta 2004, ko jo je odkrila skupina raziskovalcev Nature Conservation Foundation iz Indije. Macaca munzala je tako prva novo odkrita vrsta makakov po letu 1903, ko je bil v Indoneziji odkrit Macaca pagensis.
Macaca munzala je čokat makak s temnim obrazom, ki živi na nadmorski višini med 2000 in 3500 metri, kar ga uvršča med najvišje živeče vrste prvakov. Uvrščen je bil v skupino sinica, skupaj z vrstami Macaca assamensis, Macaca thibetana, Macaca radiata in Macaca sinica.
M. munzala je po konstituciji podoben vrstama M. assamensis in M. thibetana, genetsko pa je bolj sorodna vrsti M. radiata iz južne Indije.